# Speocera crassibulba
Speocera crassibulba là một loài nhện trong họ Ochyroceratidae. Loài này phân bố ở Java.